# Thomas Erskine, 9:e earl av Kellie

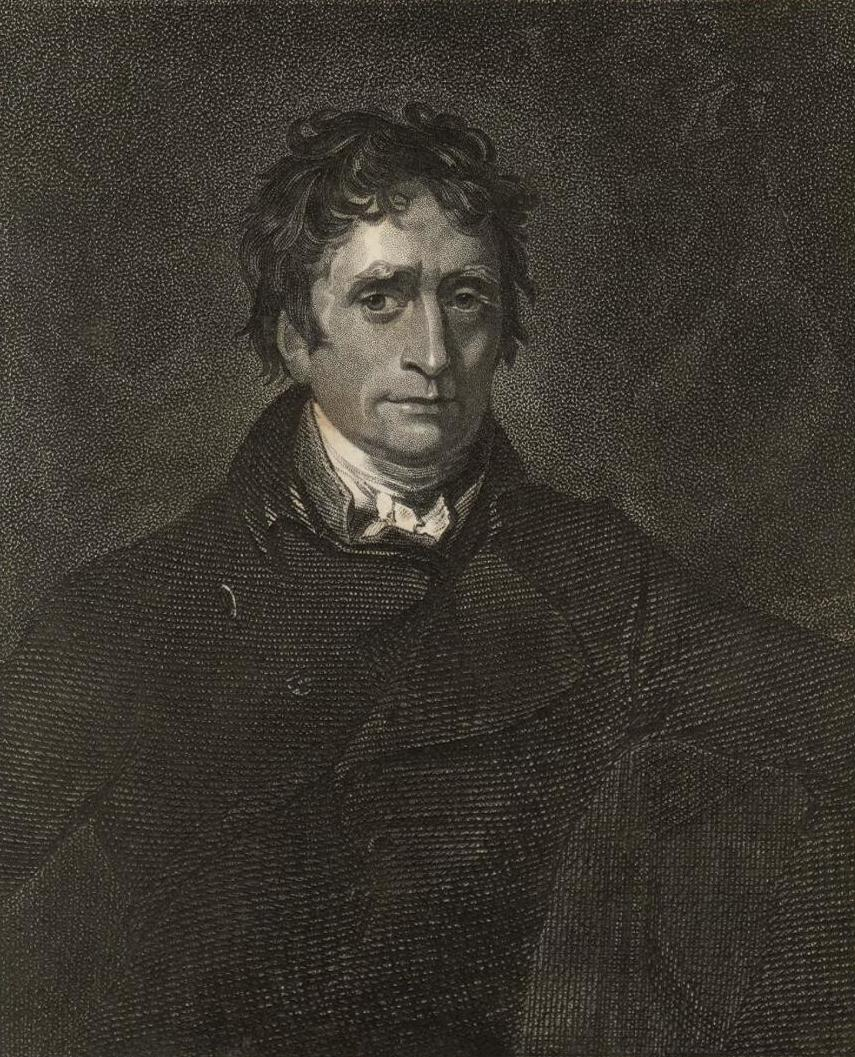
Thomas Erskine, 9:e earl av Kellie

Thomas Erskine från 1793 sir och baronet, från 1799 nionde earlen av Kellie, född cirka 1746, död 6 februari 1828, var en skotsk handelsman, godsägare och politiker som bodde många år i Göteborg.
Thomas Erskine var son till David Erskine. Genom godsindragningar efter att ha stött upproret till förmån för Karl Edvard Stuart hade familjen råkat på obestånd, vilket var bakgrunden till att Thomas Erskine som ung sändes till Göteborg för att göra karriär inom affärsyrket. Han var 1759-1765 kontorsbetjänt och George Carnegie och därefter handelsbokhållare hos John och Benjamin Hall 1765-1767. 1767 erhöll han burskap som handlare i Göteborg och var därefter 1767-1798 delägare i firman John Hall & Co.. Från 1775 var Thomas Erskine brittisk konsul i Göteborg, Marstrand och övriga hamnstäder vid västkusten. Han var även ledamot av kommittén för utdelning av bidrag till nödlidande i Göteborg från 1792. 1794-1798 innhedade han firma i eget namn och var därefter delägare i firman Thomas Erskine & Co. Sedan han blivit earl av Kellie 1799 återflyttade han till Skottland där han som skotsk pär var ledamot av brittiska överhuset 1804-1806 och 1807-1828. 1828 blev han Lord Lieutenant of County Fife.
Thomas Erskine blev 1808 kommendör av Vasaorden.